# 정원철 (뮤지컬 배우)
정원철(1992년 7월 13일 ~ )은 대한민국의 뮤지컬 배우이다. 2015년 11월 28일 뮤지컬 <판타지아>로 데뷔했다.

## 방송
- 더블 캐스팅 (2020) - Top4

## 수상
- ‘나도 뮤지컬스타다 시즌2’ 대상 (2013)